# Елеонора Гонзага (1488 – 1512)
Вижте пояснителната страница за други личности с името Елеонора Гонзага.
Елеонора Гонзага (на немски: Eleonora Gonzaga; Eleonora Gonzaga von Mantua; на италиански: Eleonora di Gonzaga-Sabbioneta; * 1488; † март 1512 в Трир) е графиня от рода Гонзага (кадетски клон Гонзага ди Сабионета е Боцоло) и чрез брак графиня на Верденберг-Хайлигенберг-Зигмаринген.

## Произход
Тя е дъщеря на Джанфранческо Гонзага ди Сабионета е Боцоло (1446 – 1496), кондотиер и първи граф на Сабионета, и на първата му съпруга Антония дел Балцо (1461 – 1538). Негови дядо и баба по бащина линия са  Лудовико III Гонзага, маркграф на Мантуа, и Барбара фон Бранденбург, а по майчина – Пиро дел Балцо, херцог на Андрия и княз на Алтамура, и Мария Доната дел Балцо Орсини. Нейната леля Изабела дел Балцо е съпруга на краля на Неапол Федерико I. Има четири братя и седем сестри:
- Сестра, родена преждевременно
- Лудовико (1480 – 1540), граф на Сабионета, съпруг на Франческа Фиески
- Барбара (1482 – 1558), графиня на Каяцо като съпруга на Джанфранческо Сансеверино
- Федерико (ок. 1480 – 1527), съпруг на ДжованА Орсини
- Доротеа (1485 – 1538), маркиза на Битонто като съпруга на Джанфранческо Акуавива д'Арагона
- Сузана (1485 – 1556), графиня на Колезано като съпруга на Пиетро ди Кардона
- Камила (1488-1529), маркиза на Атрипалда като съпруга на Алфонсо Гранай Кастриота
- Пиро (1490 – 1529), граф на Сабионета, съпруг на Емилия Камила Бентивольо
- Антония (1493 – 1540), господарка на Саличето като съпруга на Алфонсо Висконти и маркиза на Караваджо и графиня на Мелцо като съпруга на Филипо Торниели
- Джована (), маркиза на Дзибело като съпруга на Уберто Палавичино
- Джанфранческо (1493 – 1500)

## Брак и потомство
∞ 30 март 1500 за граф Кристоф фон Верденберг-Хайлигенберг-Зигмаринген, Юнгнау-Трохтелфинген (* 1480; † 29 януари 1534), син на граф Георг III фон Верденберг-Зарганс-Хайлигенберг-Зигмаринген и маркграфиня Катарина фон Баден, от която има двама сина и четири дъщери:
- Феликс II фон Верденберг-Хайлигенберг
- Йоахим фон Верденберг-Хайлигенберг (* ок. 1510; † 5 март 1524)
- Анна фон Верденберг-Хайлигенберг (* ок. 1510; † 1554), наследница на Хайлигенберг и др., ∞ 19 февруари 1516 в Ортенберг за граф Фридрих III фон Фюрстенберг (1496 – 1559), от когото има 8 сина и 7 дъщери
- Катарина фон Верденберг († пр. 1523)
- Барбара фон Верденберг († пр. 1523)
- Елизабет фон Верденберг († пр.1523)

Нейният съпруг се жени втори път на 20 август 1526 г. за Йохана ван Витхем († сл. 19 август 1544), вдовица на граф Айтел Фридрих III фон Хоенцолерн, и трети път за Ендле Гареле († 1526).